# 퍼펙트 호스트
《퍼펙트 호스트》(영어: The Perfect Host)는 2010년 공개된 미국의 블랙 코미디 심리 스릴러 영화이다.
2011년 7월 미국에서 개봉되었다. 데이비드 하이드 피어스와 클레인 크로퍼드의 연기가 비평가들로부터 좋은 평가를 얻었지만 영화의 속도 완급 측면이 비판을 받았다.

## 줄거리
은행 강도 존 테일러는 부상을 입은 채 도주 중 편의점에 들렀다가 또 다른 강도 사건에 휘말린다. 그는 강도를 제압하지만 지갑을 빼앗기고 차도 버려야 하는 상황에 놓인다.
우연히 고급 주택가에 도착한 존은 강도 피해를 당했다고 거짓말하며 워릭 윌슨의 집에 들어가게 된다. 워릭은 저녁 파티를 준비 중이었고, 존은 적포도주를 마시며 대화를 나누면서 다음 행동을 고민한다. 하지만 라디오에서 자신의 범행이 보도되자 존은 정체를 드러내며 파티를 취소하라고 워릭을 협박하고 하룻밤 묵어가려 한다. 그러나 워릭은 포도주에 약을 타 둔 상태였고, 그 영향으로 존은 갑자기 쓰러진다.
존은 깨어나 의자에 묶여 있는 자신을 발견하고, 워릭이 상상 속 손님들과 함께 파티를 벌이는 모습을 보게 된다. 워릭은 존의 폴라로이드 사진을 찍은 뒤 과거 다른 "손님"들을 고문하고 죽인 과정을 찍었던 사진들을 보여주며 존을 공포로 몰아넣는다. 밤이 깊어질수록 존은 워릭의 기이한 행동에 더욱 겁을 먹고 무력해진다. 존은 체스 게임에서 이겨 워릭으로부터 자유를 얻지만, 워릭은 그를 조롱하며 도발한다. 이에 격분한 존은 장식돼있던 칼로 워릭을 찌르지만, 그것은 접이식 소품으로 드러난다. 워릭은 존의 목을 칼날로 그은 뒤 쓰레기 더미에 버린다.
그러나 깨어난 존은 자신이 입은 상처들이 거의 다 분장으로 만든 가짜라는 것을 알게 된다. 그리고 곧 워릭이 실은 존의 강도 사건을 담당한 경위였음이 드러난다. 존은 공범인 은행원 시몬이 자신을 배신했다는 것을 알게 되어 그녀를 찾아가 따지고, 차와 돈을 빼앗아 도주하려 한다. 하지만 워릭이 나타나 돈을 거의 다 빼앗고, 존은 멕시코로 도망친다.
몇 달 후 존의 강도 사건 담당 수사관 모턴 형사는 멕시코에서 존이 보낸 것으로 추정되는 편지를 받는다. 편지에는 존과 워릭이 함께 한 저녁 파티 모습이 담긴 폴라로이드 사진이 들어 있다. 모턴이 워릭을 찾아가 추궁하자 워릭은 모턴을 저녁 파티에 초대한다.

## 출연진
- 데이비드 하이드 피어스
- 클레인 크로퍼드
- 헬렌 레디
- 메건 페리
- 조지프 윌
- 너새니얼 파커
- 브룩 앤더슨
- 조지 청

## 기타 제작진
- 협력 제작: 세라 존슨
- 배역: 크레이그 캠포바소, 조이 토드
- 미술: 리카도 재턴
- 의상: 신시아 허테그